# Wolfried Lier
Wolfried Lier, pseudonimo di Wolfrid Lier (Berlino, 1º febbraio 1917 – Monaco di Baviera, 14 dicembre 1993), è stato un attore tedesco.

## Biografia
Wolfrid Lier debuttò nel 1938 al Stadttheater von Neisse. Dal 1939 al 1943 recitò al Landestheaters Gotha-Sondershausen, dopo prese parte alla seconda guerra mondiale. Dal 1950 al 1952 recita al Theater am Kurfürstendamm di Berlino, nel 1951/52 anche al Tribüne. Nel 1953 viene ingaggiato al Bayerisches Staatsschauspiel. Fu impegnato nella Münchner Kammerspiele fino al 1983.
È noto al grande pubblico per le parti interpretate nelle serie televisive come Immenhof, Der Kommissar, Der Alte, L'ispettore Derrick, Tatort e Sonderdezernat K1. 
Wolfrid Lier visse a Monaco fino alla morte. La tomba la si trova al Waldfriedhof di Fürstenfeldbruck, (Feld 6, Grab 5).

## Filmografia parziale
- 1949: Der Ruf
- 1950: Fünf unter Verdacht
- 1951: Kommen Sie am Ersten
- 1952: Der fröhliche Weinberg, regia di Erich Engel
- 1953: Brüderchen und Schwesterchen
- 1953: Die goldene Gans
- 1954: Morgengrauen
- 1955: Um Thron und Liebe
- 1955: Ludwig II. – Glanz und Elend eines Königs
- 1955: Des Teufels General
- 1955: Zwischen den Zügen
- 1955: Das Forsthaus in Tirol
- 1956: Ein Mädchen aus Flandern
- 1956: Heiße Ernte
- 1957: Schütze Lieschen Müller
- 1957: Bei Tag und bei Nacht oder Der Hund des Gärtners
- 1957: Die fidelen Detektive
- 1958: Auferstehung
- 1959: Arzt ohne Gewissen
- 1960: Oh, diese Bayern!
- 1960: Am grünen Strand der Spree
- 1961: General Quixotte
- 1962: Becket oder Die Ehre Gottes
- 1962: Papiermühle
- 1963: Ein Sheriff für den Sarg
- 1963: Die sanfte Tour (Der Baron und seine Ehre)
- 1963: Heroische Männer
- 1963: Interpol (Herz ist Trumpf)
- 1963: Die Nacht des Schreckens
- 1964: Die Teilnahme
- 1964: Mein oder Dein
- 1964: Ein Frauenarzt klagt an
- 1964: Kommissar Freytag (Briefe aus Sydney)
- 1964: Tod um die Ecke
- 1965: Die Chinesische Mauer
- 1965: Gewagtes Spiel (Das Geheimnis von Scheferloh)
- 1966: Die rote Rosa
- 1966: Marihuana
- 1966: Die Gentlemen bitten zur Kasse
- 1966: In Frankfurt sind die Nächte heiß
- 1967: Das Kriminalmuseum: Die Kiste
- 1967: Kommissar Brahm (Tatverdacht)
- 1968: Das Kriminalmuseum: Das Goldstück
- 1969: Alarm
- 1969–1974: Der Kommissar (7 ep.)
- 1969: Bitte recht freundlich, es wird geschossen
- 1970: Unter Kuratel
- 1970: Something for Everyone
- 1971: Ein Vogel bin ich nicht
- 1972: Land
- 1972: Pater Brown (Vaudreys Verschwinden)
- 1972–1973: Acht Stunden sind kein Tag
- 1973: Okay S.I.R. (Kastanien aus dem Feuer)
- 1974: Der kleine Doktor (Der Dieb der Diebe)
- 1974, 1977: Sonderdezernat K1 (2 ep.)
- 1975–1992: L'ispettore Derrick (11 ep.)
- 1975: Beschlossen und verkündet (Vater werden ist nicht schwer)
- 1977: Es muß nicht immer Kaviar sein
- 1977: Polizeiinspektion 1 (Der Vermisste)
- 1977–1988: Der Alte (7 ep.)
- 1978: Der Schimmelreiter, regia di Alfred Weidenmann
- 1978: Freddie Türkenkönig
- 1979: Wunder einer Nacht
- 1979: Eckel und Binder
- 1979: Tatort: Ende der Vorstellung
- 1980: Nirgendwo ist Poenichen
- 1980: Aller guten Dinge sind drei
- 1981: Sternensommer
- 1981: Tatort: Der unsichtbare Gegner
- 1982: Maxe
- 1982: Wer spinnt denn da, Herr Doktor?
- 1983: Die Matrosen von Kronstadt
- 1983: Tatort: Wenn alle Brünnlein fließen
- 1983: Die Krimistunde (8 ep.)
- 1983: Auf Achse (Die letzte Chance)
- 1985: Die Krimistunde ("Der Mann in der Nachbarzelle")
- 1985: Der Fahnder (Eine Beute kriegt Beine)
- 1985: Der Finger im Revolverlauf
- 1985: Didi und die Rache der Enterbten
- 1986: Tür an Tür
- 1986: Eine Schülerliebe
- 1986: Die Schokoladenschnüffler
- 1986: Wanderungen durch die Mark Brandenburg
- 1987: Ein Unding der Liebe
- 1988: Bei Thea
- 1989: Mit Leib und Seele – Himmel und Hölle
- 1990: Der neue Mann
- 1990: Wer zu spät kommt – Das Politbüro erlebt die deutsche Revolution
- 1991: Einer für alle
- 1991: Unser Haus
- 1992: Thea und Nat
- 1994: Immenhof (Eine verhängnisvolle Bürgschaft)
- 1994: Die schönsten Geschichten mit Heinz Rühmann